# Rosa Bianca

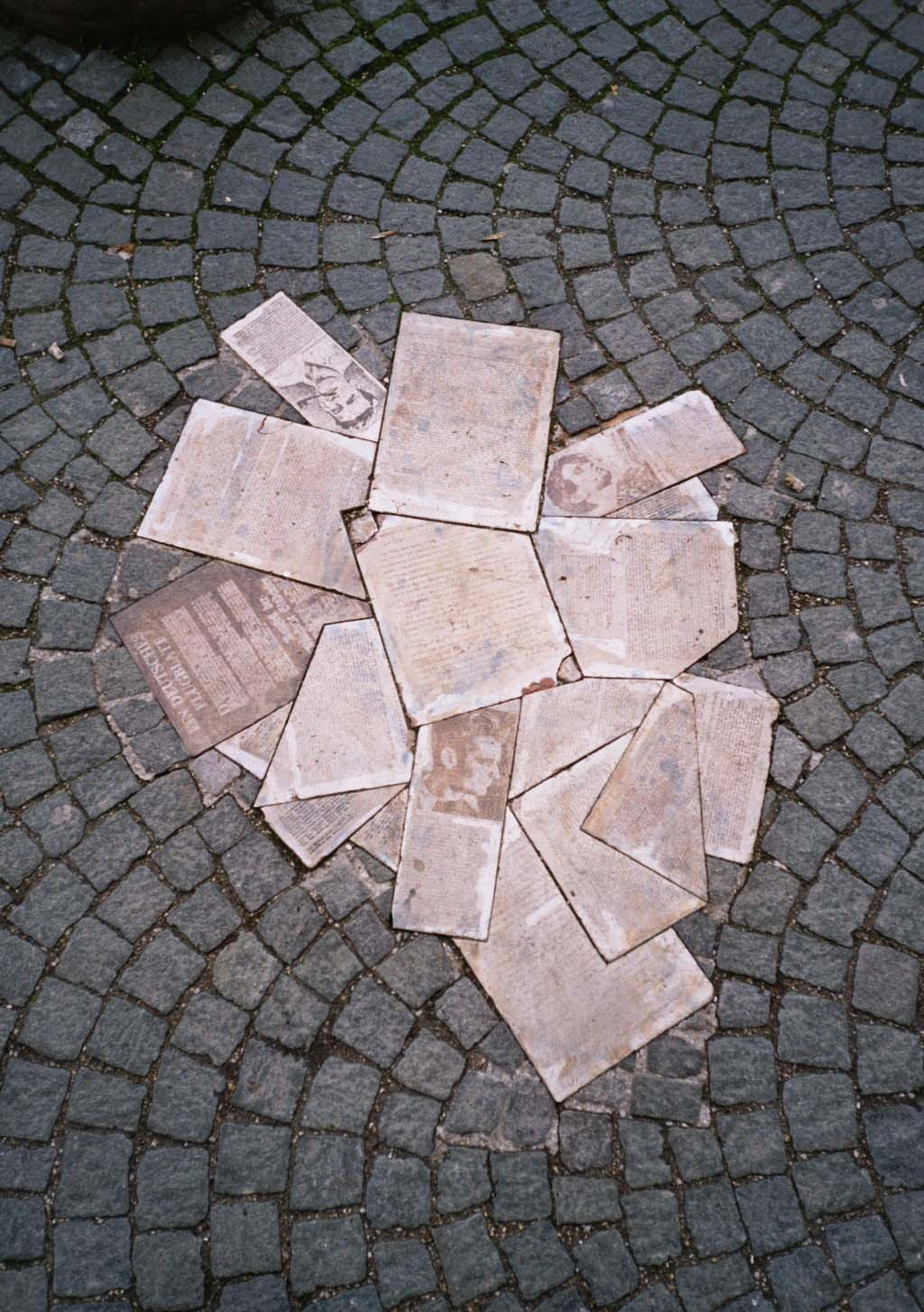
Monumento all'Università Ludwig Maximilian di Monaco, dedicato al gruppo della Rosa Bianca

La Rosa Bianca (in tedesco Weiße Rose; [ˈvaɪ̯sə ˈʀoːzə]) fu un gruppo di resistenza tedesco di amici che pubblicarono una serie di manifesti contro la dittatura del nazionalsocialismo. Fecero ricorso a una serie di manifestazioni non violente. Furono attivi negli anni 1942-43, pubblicando una serie di sei volantini, quando la maggior parte di loro vennero arrestati.

## Storia
Il gruppo fu operativo a Monaco di Baviera, città nella quale diffuse sei opuscoli che invitavano i tedeschi a opporsi con la resistenza passiva al regime nazista. Un settimo opuscolo, che era stato solo progettato, non venne mai distribuito perché il gruppo cadde nelle mani della Gestapo. La Rosa Bianca era composta da cinque studenti: Hans e la sorella Sophie Scholl, Christoph Probst, Alexander Schmorell e Willi Graf, tutti poco più che ventenni. A loro si unì anche un professore, Kurt Huber, che stese gli ultimi due opuscoli.
Erano tutti di religione cristiana, sia protestanti sia cattolici, e un ortodosso (Schmorell). Sebbene i membri della Rosa Bianca fossero tutti studenti all'Università Ludwig Maximilian di Monaco, avevano anche partecipato alla guerra sul fronte occidentale e su quello orientale, dove furono testimoni delle atrocità commesse contro gli ebrei e sentirono che il rovesciamento delle sorti che la Wehrmacht soffrì a Stalingrado avrebbe alla fine portato alla sconfitta della Germania. Sophie Scholl, che aveva studiato come infermiera, era stata anche disgustata dal programma di eutanasia forzata basato sull'eugenetica nazista (Aktion T4) attuato contro i tedeschi affetti da disabilità intellettiva e fisica grave. Essi rigettavano la violenza della Germania nazista di Adolf Hitler e credevano in un'Europa federale che aderisse ai principi cristiani di tolleranza e giustizia. Citando estensivamente la Bibbia, Sant'Agostino, Rilke, Heine, il fondatore del taoismo Laozi, Aristotele e Novalis, così come Goethe e Schiller, si appellarono all'intellighenzia tedesca, credendo che si sarebbe intrinsecamente opposta al nazismo. La loro ideologia si era formata seguendo le tesi del movimento giovanile cattolico Quickborn, guidato dal sacerdote d'origine italiana Romano Guardini ed era stata influenzata, oltre che dal parroco di Söflingen (un quartiere di Ulm in cui era presente una forte resistenza cattolica al nazismo) Franz Weiss, anche da Carl Muth e Theodor Haecker, due intellettuali cattolici anti-nazisti, il cui pensiero influenzerà molto le scelte di resistenza pacifica del gruppo. 
Questa, secondo i loro piani, doveva attuarsi attraverso la distribuzione di volantini in luoghi pubblici, il cui contenuto avrebbe dovuto risvegliare la coscienza del popolo tedesco.
(dal primo volantino della "Rosa Bianca".)

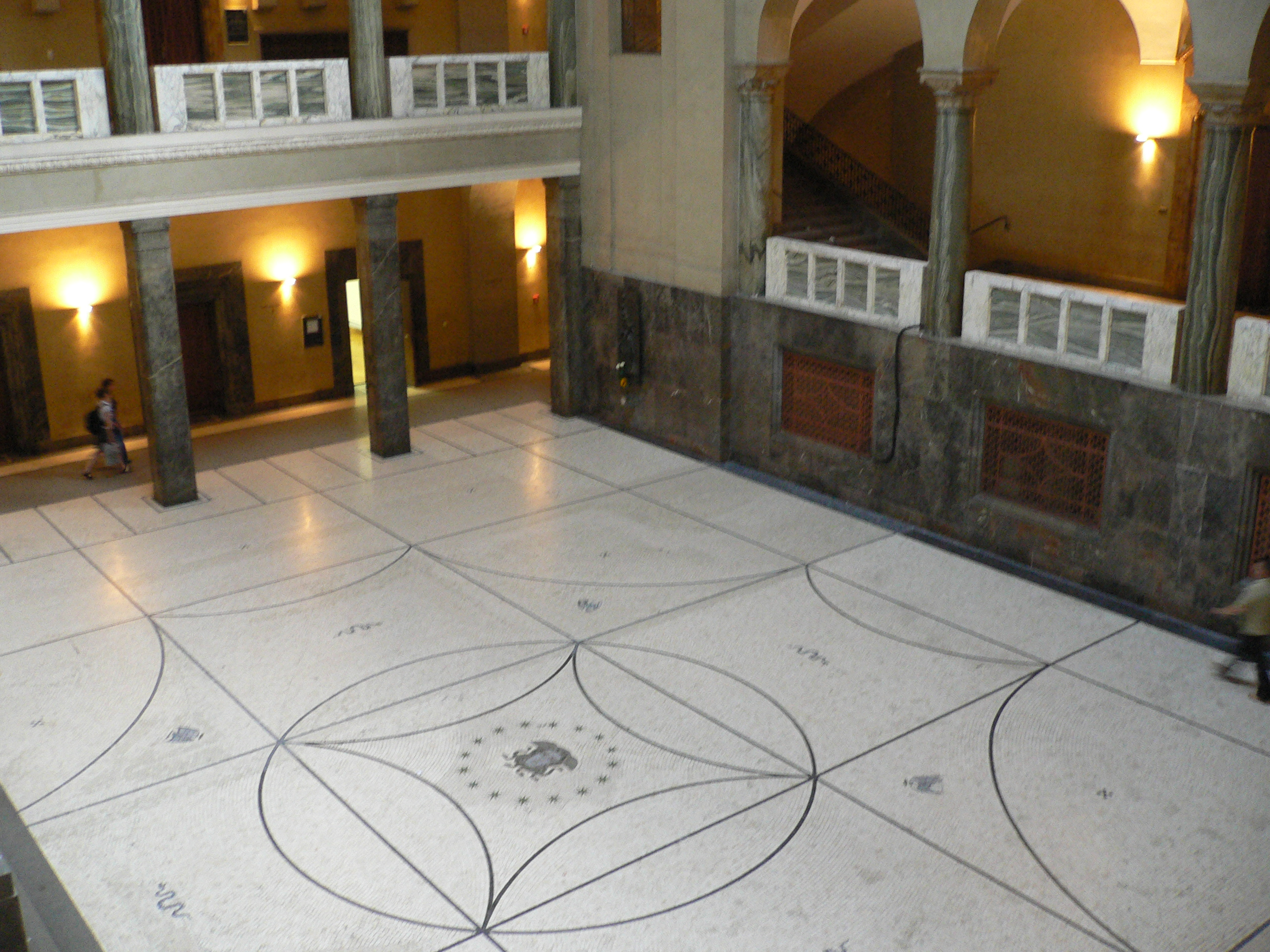
Atrio dell'Università Ludwig Maximilian di Monaco, nella Geschwister-Scholl-Platz (piazza fratelli Scholl)

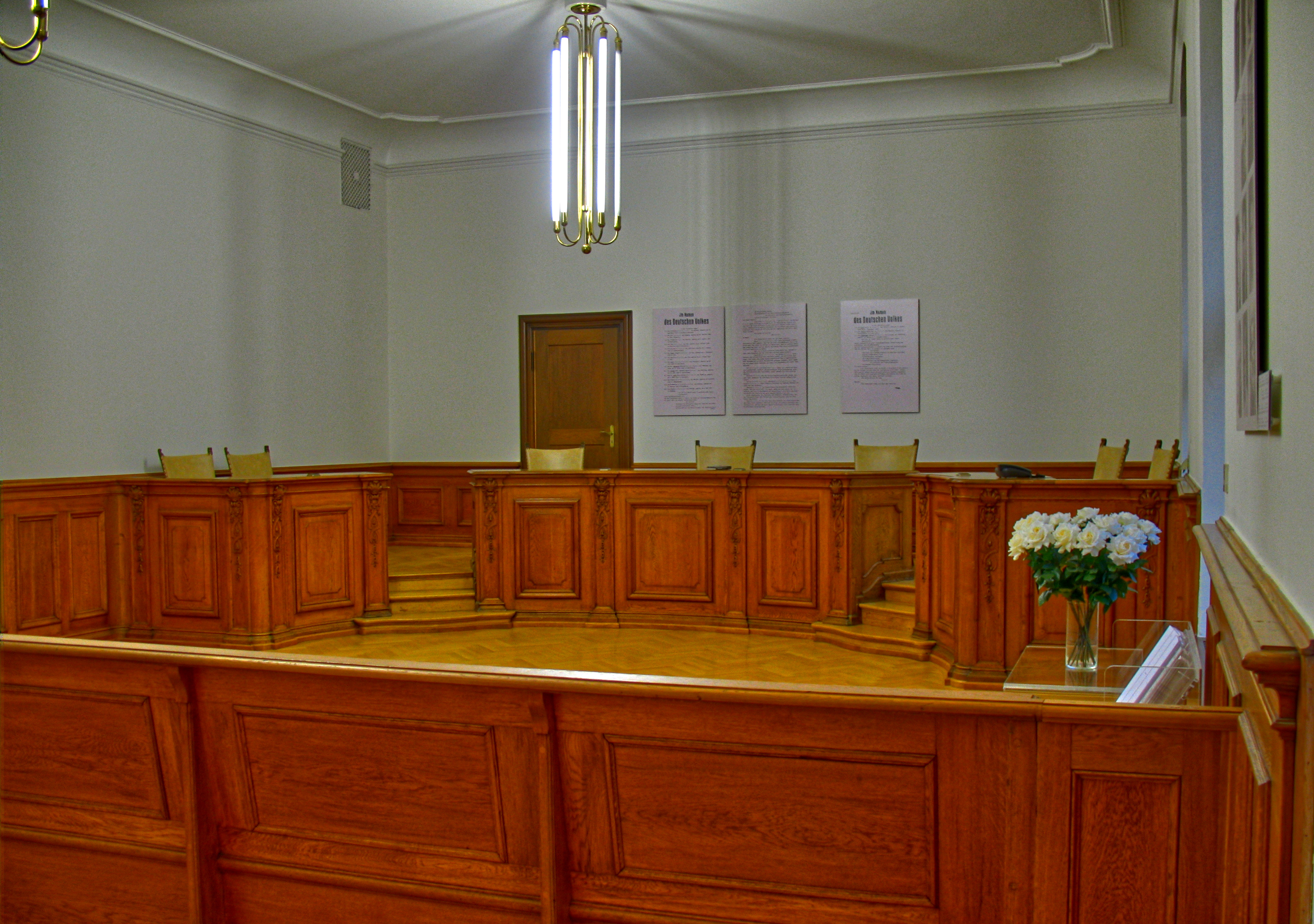
L'aula dello Justizpalast (palazzo di giustizia) dove ebbe luogo il processo

In un primo momento, gli opuscoli vennero spediti in massa verso differenti città della Baviera e dell'Austria, poiché i membri ritenevano che la Germania meridionale fosse più ricettiva nei confronti del loro messaggio antimilitarista.
In seguito a un lungo periodo di inattività, dopo il luglio 1942, la Rosa Bianca prese una posizione più vigorosa contro Hitler nel febbraio 1943, distribuendo gli ultimi due opuscoli e dipingendo slogan anti-hitleriani sui muri di Monaco, e addirittura sui cancelli dell'università. Lo spostamento delle loro posizioni risulta ovvio dalla lettura dell'intestazione dei loro nuovi opuscoli, sui quali si leggeva "Il movimento di resistenza in Germania".
Il sesto opuscolo venne lanciato dalle finestre dell'università il 18 febbraio 1943. Quasi tutti i volantini vennero distribuiti in luoghi frequentati, Sophie Scholl prese la coraggiosa decisione di salire in cima alle scale dell'atrio e lanciare da lì gli ultimi volantini sugli studenti sottostanti. Venne individuata da Jakob Schmid, un bidello nazista, che la bloccò assieme al fratello mentre stavano per lasciare l'edificio, consegnandoli entrambi al segretario della cancelleria, Albert Scheithammer. Poiché il rettore dell'università, Walther Wüst, era inizialmente assente, Schmid e Scheithammer portarono i fratelli dal consulente legale dell'università, Ernst Haeffner, che li consegnò alla polizia segreta di regime, la Gestapo, che nonostante i suoi migliori sforzi non era stata in grado di catturare gli autori. Gli altri membri attivi vennero subito fermati e il gruppo, assieme a tutti quelli a loro associati, venne sottoposto a interrogatorio da parte della Gestapo. Gli Scholl si assunsero immediatamente la piena responsabilità degli scritti sperando, invano, di proteggere i rimanenti membri del circolo. I funzionari della Gestapo che li interrogarono rimasero stupiti per il coraggio e la determinazione dei due giovani: Robert Mohr, il poliziotto della Gestapo, torturò Sophie Scholl per quattro giorni, dal 18 al 21 febbraio 1943.
I fratelli Scholl e Probst furono i primi ad affrontare il processo, che si rivelò una farsa. Vennero giudicati il 22 febbraio 1943 dal Tribunale del Popolo, presieduto dal giudice di Hitler, Roland Freisler, che era giunto appositamente da Berlino a Monaco in treno con gli altri giudici. Nel corso di un breve dibattimento, durato cinque ore, furono privati di ogni difesa da Freisler, reputati colpevoli e il giorno stesso vennero ghigliottinati. Le guardie del carcere di Stadelheim e lo stesso Johann Reichhart dissero che non avevano mai visto giovani morire tanto coraggiosamente, riferendosi in particolare alla ragazza. Qualche giornale di Monaco riportò brevemente la notizia. Le motivazioni della sentenza furono:
I secondini del carcere di Monaco testimoniarono:
Gli altri membri chiave del gruppo, processati il 19 aprile 1943, furono anch'essi trovati colpevoli e decapitati nei mesi successivi. Furono complessivamente, tra Monaco e Amburgo, quindici i membri della Rosa Bianca condannati a morte, mentre altri trentotto vennero incarcerati. Amici e colleghi della Rosa Bianca, che aiutarono nella preparazione e distribuzione degli opuscoli e raccolsero fondi per la vedova e il giovane figlio di Probst (Probst aveva tre figli, di cui uno appena nato), vennero condannati al carcere con una pena oscillante tra i sei mesi e i dieci anni. Questi ultimi alla fine della guerra furono liberati dalle truppe statunitensi. Durante il nazismo il Tribunale del Popolo da solo condannò a morte cinquemilatrecento persone.
Secondo David Irving (La guerra di Hitler), Hitler così commentò la repressione della Rosa Bianca:

## Ispirazione
Davanti alla Gestapo, Sophie sostenne che Hans si era ispirato al simbolo dei nobili perseguitati dalla rivoluzione francese. Diversi riconoscono influenze anche di Léon Bloy, scrittore reazionario cattolico francese, sul pensiero di Hans Scholl, ideologo principale, in particolare i testi La cavaliera della morte, incentrato sulla regina Maria Antonietta, Il sangue del povero e Il miracolo di La Salette. Nel quarto volantino, con uno stile che ricorda quello di Bloy, Hans attacca Hitler con toni mistici: 
(Il contenuto del quarto volantino.)
Anche la frase che compare in un volantino "non dimenticate che ogni popolo merita il governo che tollera”, è una ripresa di aforisma attribuito a un filosofo cattolico controrivoluzionario, Joseph de Maistre ("ogni Nazione ha il governo che si merita").
Questo fa supporre un pensiero non democratico, ma aristocratico e antipopolare, nei primi quattro volantini, mentre negli ultimi due, con una intestazione diversa dalla Rosa Bianca, diventa evidente una visione democratica e federalista. Schmorell puntualizzò, nell'interrogatorio con la Gestapo, di essere acerrimo nemico del bolscevismo, responsabile di aver corrotto la sana e religiosa Russia, e di conseguenza conservatore e convinto sostenitore dello zarismo, unico governo autoritario adatto a quel popolo. Nei verbali confermò la sua scelta esistenziale, morale e politica per la sua madre patria, professandosi nostalgico di uno Stato patriarcale, non tirannico come il Terzo Reich ma neppure democratico: "Abbiamo visto dove ci hanno portato le democrazie...", sostenne. Hitler si era imposto con la crisi della Repubblica di Weimar, la cui debolezza aveva aperto proprio tramite elezioni democratiche la strada al nazismo. Oltre a Schmorell, anche gli altri membri non mostrarono mai nessuna simpatia per il bolscevismo, da loro considerato pari al nazismo. In un appunto del 1942 Sophie Scholl cita lo scrittore cattolico-democratico francese Jacques Maritain, intimo amico del citato Bloy: 
Il quinto volantino riportò la frase Volantino del movimento di resistenza e questo fece supporre che il gruppo si sentisse sostenuto da un movimento di dimensioni maggiori.
La parola democrazia ricorre solo una volta nei volantini. Nel primo, con una prudentissima astensione: "Non vogliamo qui formulare giudizi sulle possibili, diverse forme di Stato, la democrazia, la monarchia costituzionale, la monarchia assoluta e così via". Resta implicito l'obiettivo democratico in tutti gli altri testi, che condannano lo Stato autoritario e totalitario e auspicano il ritorno della Germania a uno Stato di diritto.

## Influenza culturale e politica
(La voce narrante in La Croce, la Rosa e la Svastica, di Paolo Borella, edizione Sergio Fratini su Rai 1, da Pagine della Resistenza Europea, di Emanuele Milano e Gianni Salmi del 25 aprile 1962.)

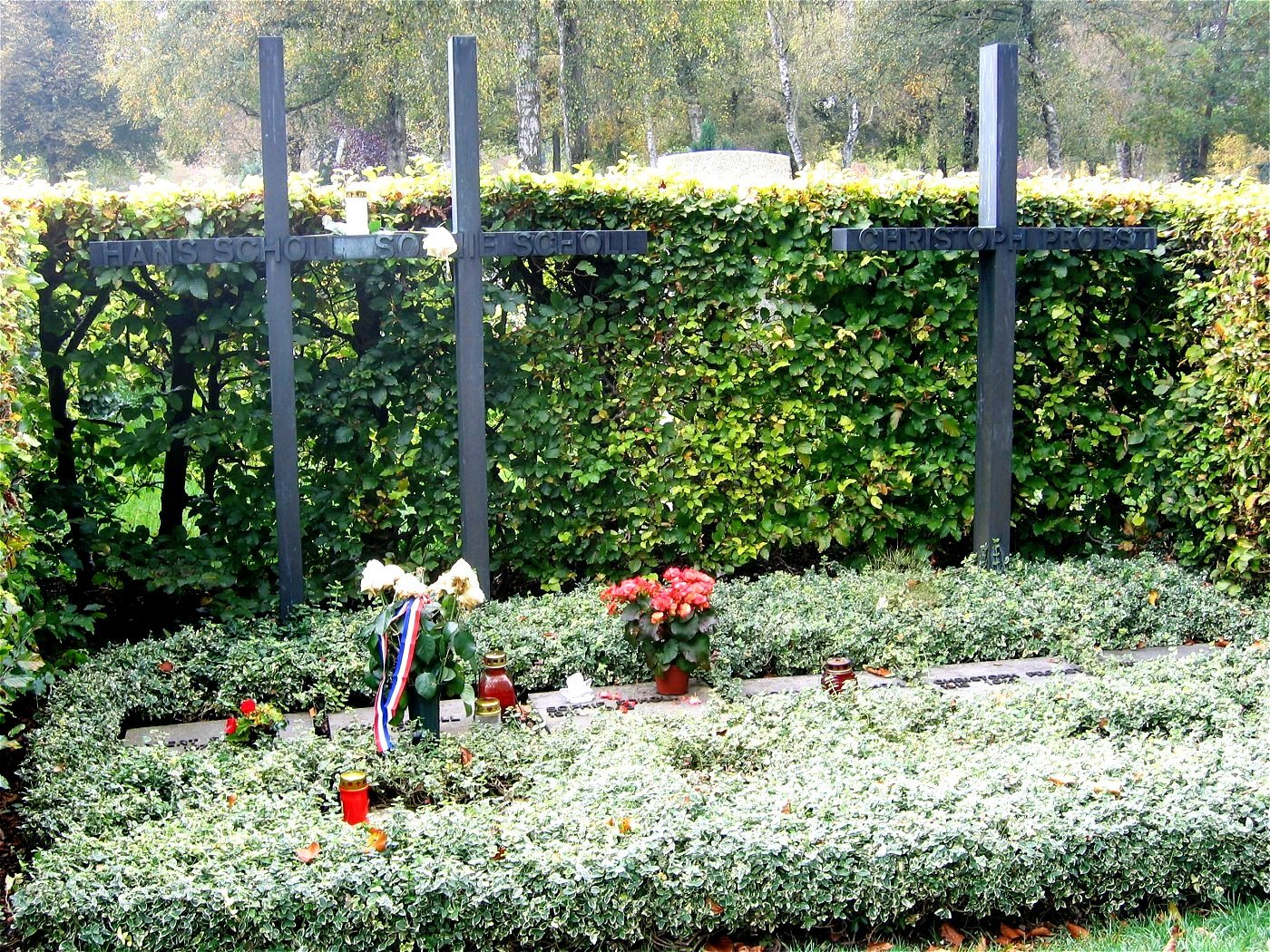
Le tombe dei fratelli Scholl e del loro amico Christoph Probst

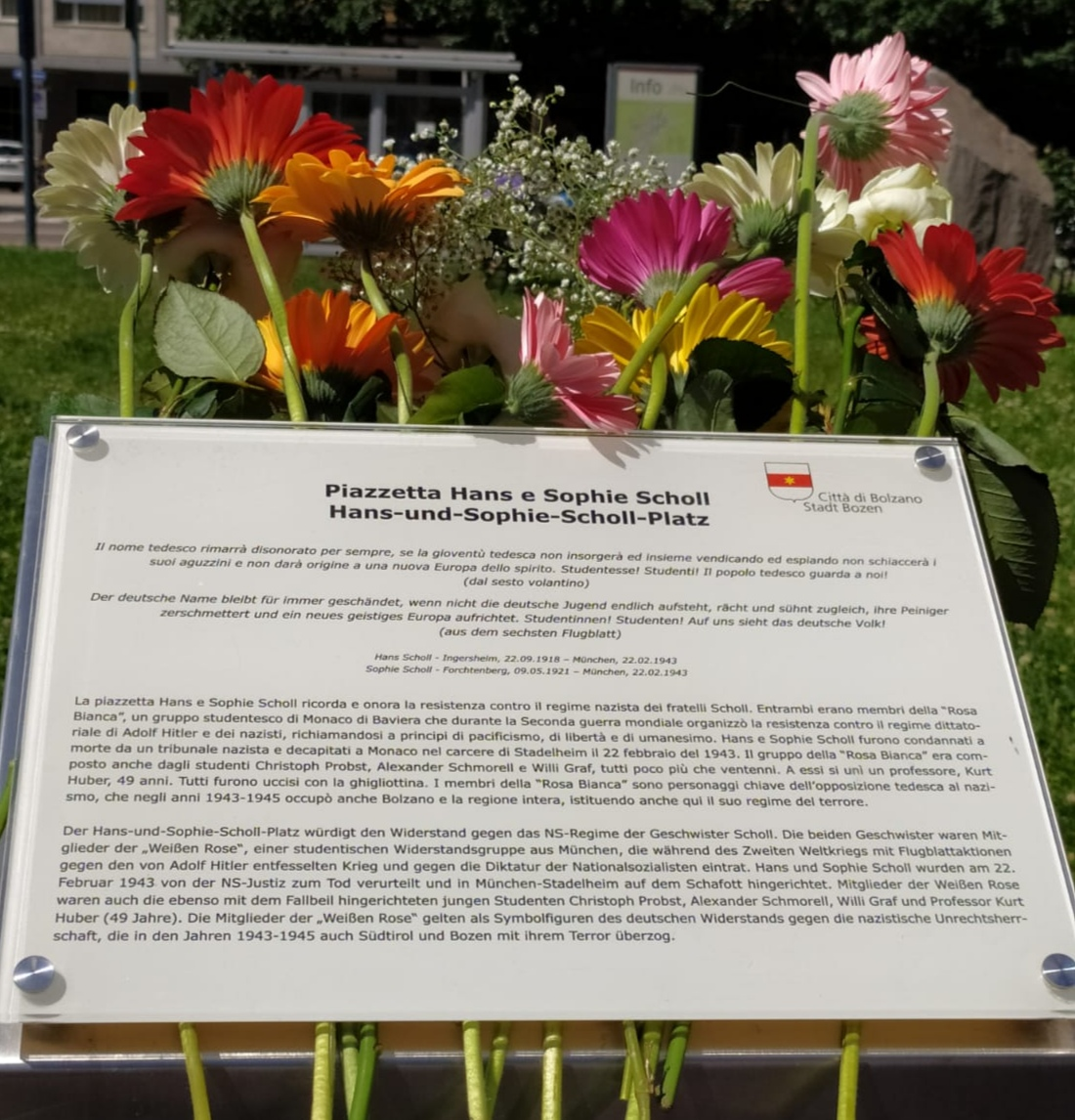
Il cippo memoriale in piazzetta Hans e Sophie Scholl a Bolzano

Con la caduta del regime nazista, la Rosa Bianca divenne una rappresentazione della forma più pura di opposizione alla tirannia, senza interesse per il potere personale o l'autocelebrazione. La loro vicenda divenne così popolare che il compositore Carl Orff (che era rimasto in Germania durante la guerra) sostenne, per fugare da sé i sospetti di collusione con il regime nazista di fronte agli alleati che lo interrogavano, di essere stato uno dei fondatori della Rosa Bianca e venne rilasciato. Benché fosse personalmente in contatto con Huber, non ci sono prove che Orff fosse stato in alcun modo coinvolto nel movimento e probabilmente fece quella dichiarazione per sfuggire alla carcerazione.
Traudl Junge, una delle ultime segretarie di Hitler, portò fino alla morte il peso del rimorso per non essersi mai resa conto del genocidio messo in atto dalla Germania nazista. Si autodefinì sprovveduta e infantile, soprattutto dopo aver scoperto da questa targa commemorativa che Sophie Scholl era stata una sua coetanea, uccisa proprio quando lei aveva iniziato a lavorare per il dittatore.
La fondazione Weiße Rose è stata costituita nel 1986 a Monaco di Baviera da componenti e superstiti del gruppo e da parenti e amici dei membri giustiziati, in particolare Franz Josef Müller e Traute Lafrenz, con lo scopo di promuovere la conoscenza storica e culturale del movimento di resistenza antinazista.
La piazza dove è ubicato l'atrio principale dell'Università Ludwig Maximilian di Monaco è stata rinominata Geschwister-Scholl-Platz (Piazza fratelli Scholl) in onore di Hans e Sophie Scholl. In Italia, alla Rosa Bianca è intitolato l'istituto di istruzione superiore di Cavalese e Predazzo in Trentino-Alto Adige e la scuola media statale di Saluzzo, in provincia di Cuneo. Dall'unione delle sezioni linguistiche pubbliche della città di Trento è nato il liceo linguistico intitolato a Sophie Magdalena Scholl. Il nome è inoltre utilizzato da alcuni movimenti culturali e politici.

### Cinema e televisione
- La rosa bianca, regia di Alberto Negrin (1971), sceneggiato televisivo RAI in due puntate[20].
- Die Weiße Rose, regia di Michael Verhoeven (1982)[21].
- La caduta - Gli ultimi giorni di Hitler, regia di Oliver Hirschbiegel (2004), in cui Sophie Scholl viene menzionata da Traudl Junge in un'intervista di repertorio.
- La Rosa Bianca - Sophie Scholl, regia di Marc Rothemund (2005), che narra gli accadimenti finali della vicenda dei partecipanti all'organizzazione clandestina.

### Libri
La storia della Rosa Bianca è stata d'ispirazione per un albo dall'artista italiano Roberto Innocenti, scritto e illustrato nel 1983, pubblicato per la prima volta negli USA nel 1985 con il titolo Rose Blanche (in Italia nel 1990 come Rosa Bianca). Rosa Bianca è il nome della piccola protagonista che abita nella Germania della seconda guerra mondiale e osserva la mobilitazione militare dalla sua scuola. Un giorno segue un bambino portato via da una camionetta finché non raggiunge un vicino campo di concentramento, dove rimane scossa dalla presenza di bambini lì imprigionati e torna quotidianamente per portare loro del cibo, fino alle estreme conseguenze.
Della Rosa Bianca se ne parla nel libro Lezioni di Ian McEwan.

### Musica
I fatti della Rosa Bianca sono soggetto dell'opera cameristica Die Weiße Rose di Udo Zimmermann, che racconta gli ultimi istanti di vita di Hans e Sophie Scholl prima di essere decapitati.
Ai fatti della Rosa Bianca viene fatto riferimento, se pur non esplicitamente, nella canzone dei Rammstein: Armee der Tristen, contenuta nell'album Zeit uscito nel 2022.